# Casting(s)
Pour la notion générale, voir Casting.
Casting(s) est une shortcom télévisée française créée par Pierre Niney et Ali Marhyar, écrite par Ali Marhyar, Igor Gotesman et Pierre Niney, produite par Hugo Gélin pour Zazi Films, et diffusée sur Canal+ en clair du 7 septembre 2013 au 20 février 2015.
La série est diffusée sur la chaîne Youtube de Studio Bagel durant l'été 2023.

## Synopsis
Un directeur de casting fait répéter des comédiens pour différents projets de film.

## Distribution
- Natasha Andrews
- François Civil
- Guillaume Compiano
- Igor Gotesman
- Antoine Gouy
- Benjamin Lavernhe
- Ali Marhyar
- Freya Mavor
- Pierre Niney
- Fanny Sidney
- Pierre Yvon

### Invités
- Laurent Lafitte
- Denis Podalydès
- Julie Ferrier
- Éric Judor
- Gérard Darmon
- Manu Payet
- Jean-Paul Rouve
- Isabelle Nanty
- Marion Cotillard
- Nekfeu
- Orelsan
- Jonathan Cohen
- Nicolas Duvauchelle
- Jérôme Le Banner

## Épisodes

### Première saison (2013)
Les épisodes de la saison sont diffusés tous les samedis à 12 h sur Canal+ en clair.
1. Frérots malgré tout
2. Goldman, le super héros
3. Kung Foudre
4. Les pâquerettes de Marguerite
5. Perle du désert
6. Des zombies et des hommes
7. Jean Moulin
8. Improvisation
9. Figuration
10. Diamants impurs de sang
11. Double tranchant 2
12. Reviens, il est trop tard pour que tu restes encore
13. Braquage à oiseaux
14. MC Clash: Biopic d'un rappeur
15. Spectacle a cappella

### Deuxième saison (2014)
Les épisodes de la saison 2 sont diffusées pendant Le Grand Journal du Festival de Cannes de Canal+.
1. Avalanche
2. Films X : la comédie musicale
3. Prêtres
4. Saloon
5. En apesanteur
6. Goldman et Silverwoman
7. Goldman et Silverwoman (chapitre 2)
8. Coach Ryan
9. Motion Capture
10. Les César

### Troisième saison (2015)
1. Battle de Rap
2. Cougar
3. Double Biopic
4. La planète des chiens
5. Les comédies musicales
6. Fagoune la dragoune
7. Les experts du porno
8. Il pleut sur maman
9. Cachemire if you can
10. Maîtres de cérémonie
11. Louis XVI
12. Hospital le musical
13. Les Expendables - version française
14. Un papa parfait
15. Jean Paul Gautier - Le Biopic